# Tonnerre
Pour les articles homonymes, voir Tonnerre (homonymie).
Pour l’article ayant un titre homophone, voir Toner (homonymie).
Le tonnerre est un son produit par l'expansion brutale de la fine colonne d'air qui a été chauffée très rapidement par la foudre au cours d'un orage. Il se manifeste sous la forme d'un claquement sec ou d'un roulement sourd dont l'intensité est d'autant plus forte que le phénomène de foudre qui le provoque est plus proche du lieu où se situe l'observateur, à décharge électrostatique équivalente, sans vent ni relief et à moins de conditions de propagation anormale du son dans l'air. 

## Histoire
De nombreux philosophes grecs ont tenté de donner une explication à l’origine du tonnerre. Ainsi, au VIe siècle av. J.-C., Anaximandre et son disciple Anaximène expliquent-ils que le tonnerre « vient de l’air renfermé dans les nuages, et qui, à cause de sa ténuité relative, s’en échappe avec bruit et lumière ».
Au Ve siècle av. J.-C. dans Les Nuées, Aristophane indique qu’il est dû aux Nuées, divinités du tonnerre et de la foudre. Plus particulièrement on peut lire l’explication suivante « les Nuées étaient pleines d’eau et, tombant les unes sur les autres, font ce fracas à cause de leur densité ? ». Un siècle plus tard, dans les Météorologiques, Aristote donne une autre explication.
Épicure, au IIIe siècle av. J.-C., tentait d'en expliquer la formation par plusieurs hypothèses : frottement de nuages transformés en glace, condensation du feu ou roulement du souffle à l'intérieur des nuages. De même il émet l'idée d'une différence de vitesse de transmission pour expliquer le décalage entre l'éclair et le tonnerre. Il n'exclut cependant pas la survenue non simultanée de ces deux phénomènes.

## Principe

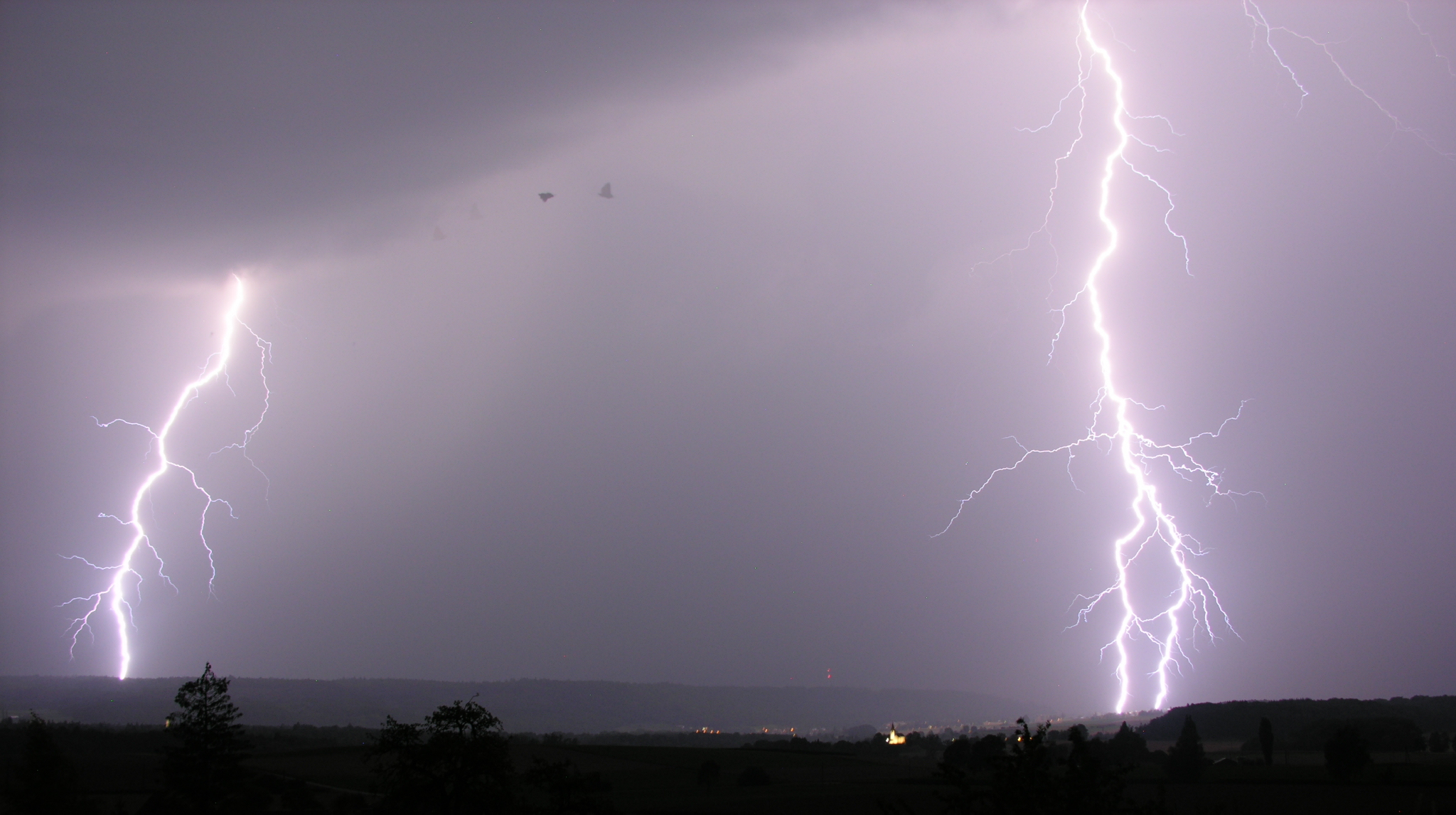
Des éclairs zébrant le ciel de Schaffhouse (Suisse). Photo prise depuis Dörflingen. Un oiseau est aussi visible dans l'image. Quatre images de celui-ci sont visibles du fait de l'effet stroboscopique dû aux éclairs.

Lors d'un coup de foudre, l'air au niveau du passage du courant électrique est chauffé en quelques millièmes de seconde. En effet, le courant électrique circulant dans l'éclair crée un champ magnétique qui a pour effet de comprimer ce courant : on parle de striction axiale. Ce processus réduit la taille transverse de l'éclair jusqu'à un rayon de l'ordre de 2 cm. Les forces magnétiques mises en jeu lors de la striction axiale impliquent une augmentation de la pression des gaz à l'intérieur de l'éclair, ce qui génère une surpression de l'ordre de 2 bars, et une augmentation de la température qui peut atteindre environ 30 000 °C. Après le passage de l'éclair, il n'y a plus de courant et donc plus de striction axiale ; les gaz contenus dans l'éclair sont brusquement détendus, générant une succession d’ondes de choc se propageant plus loin selon une onde sonore. La superposition des ondes de choc provenant des différentes portions de la trajectoire de l'éclair se mêle ensuite à d'éventuels phénomènes de réflexion et de réfraction acoustiques pour composer le bruit spécifique du tonnerre, audible parfois jusqu'à 25 km de distance.

## Considérations pratiques
Pour un observateur, le délai entre la vue de l'éclair venant d'un orage et la perception du son tonnerre permet de déterminer la distance approximative d'un impact de foudre. En divisant par 3 le temps en secondes qui s'écoule entre la vue de l'éclair et l'instant où on entend le tonnerre, on obtient une distance en kilomètres.
La vitesse de la lumière est d'environ 300 000 km/s. L'observateur réagit à la vue de l'éclair en un ou deux dixièmes de secondes, alors que le temps de trajet de la lumière, sur une distance qui ne dépasse pas quelques dizaines de kilomètres, est de moins d'un dix-millième de seconde. On peut dire qu'il voit l'éclair au moment où il se produit. La vitesse du son dans l'air est approximativement de 330 m/s plus 0,6 par degré Celsius aux températures courantes. Mais la température de l'air peut varier largement entre l'éclair et l'observateur, et de ce fait, le son, par réfraction, ne se propage pas exactement en ligne droite ni à une vitesse constante ; les vents violents qui soufflent souvent dans les nuages d'orage s'ajoutent ou se retranchent à la vitesse de propagation du son ; l'origine de l'éclair, dans le ciel, peut-être plus près que l'arrivée de la foudre au sol. Même en mesurant le temps avec un chronomètre, la précision  est illusoire.

## Symbolisme
De par le son impressionnant et le fait même qu'il accompagne les orages, le tonnerre a servi dans la plupart des mythologies et des religions à décrire le son du battement du cœur ou de la voix d'une divinité.

### Présage
L'art divinatoire lié à l'étude de la foudre et du tonnerre est appelé brontoscopie et a été majoritairement développé par les Étrusques. On retrouve les marques de cette pratique chez les juifs grâce aux Manuscrits de la mer Morte, dont l'un est un traité brontoscopique.
Le plus célèbre ouvrage concernant cet art divinatoire et l'interprétation de présages liés au tonnerre est le Calendrier Brontoscopique de Nigidius Figulus,.

### Divinités associées au tonnerre
Dans différentes mythologies, le tonnerre est associé à un dieu :
- Jupiter dans la mythologie romaine
- Lei Gong dans la mythologie chinoise
- Péroun dans la mythologie slave
- Raiden dans la mythologie japonaise
- Shangô dans la mythologie Dahoméenne et Yoruba. Une croyance présente également dans les Caraïbes, en Amérique Latine et dans le sud des États-Unis
- Taranis dans la mythologie celtique gauloise
- Thor dans la mythologie nordique
- Ukko, dans la mythologie finnoise
- Zeus dans la mythologie grecque

Les dieux difformes Héphaïstos dans la mythologie grecque et Vulcain dans la mythologie romaine sont aussi associés au tonnerre et à la foudre, en ce qu’ils forgeaient les foudres de Zeus ou Jupiter, selon l’une ou l’autre de ces mythologies.

### Théologie
D'un point de vue théologique, outre son association aux présages de bon ou mauvais augure, le tonnerre est considéré comme soit un instrument divin, par exemple pour Fâro un dieu aquatique des bambaras, soit une manifestation divine, comme dans le cas de Zeus ou Thor dont la voix est le tonnerre, soit encore comme une divinité en soi.